# Luis Fernández de Córdoba
Luis Fernández de Córdoba, španski rimskokatoliški duhovnik, nadškof in kardinal, * 22. januar 1696, Montilla, † 26. marec 1771.

## Življenjepis
18. decembra 1754 je bil povzdignjen v kardinala.
3. avgusta 1755 je bil imenovan za nadškofa Toleda in 28. septembra istega leta je prejel škofovsko posvečenje.